# Scleranthus uniflorus
Scleranthus uniflorus är en nejlikväxtart som beskrevs av P.A. Williamson.
Scleranthus uniflorus ingår i släktet knavlar, och familjen nejlikväxter. Inga underarter finns listade i Catalogue of Life.

## Bildgalleri

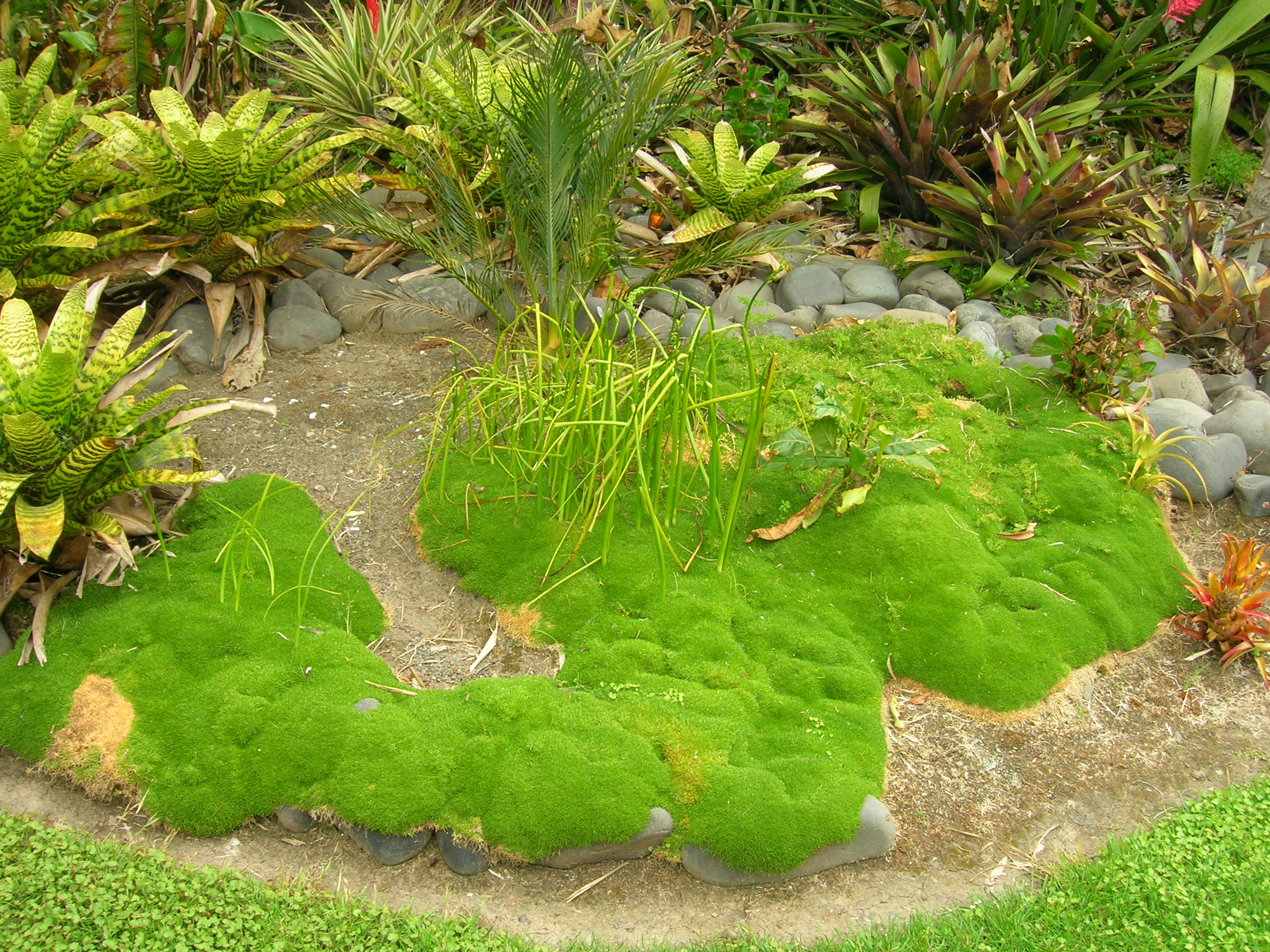
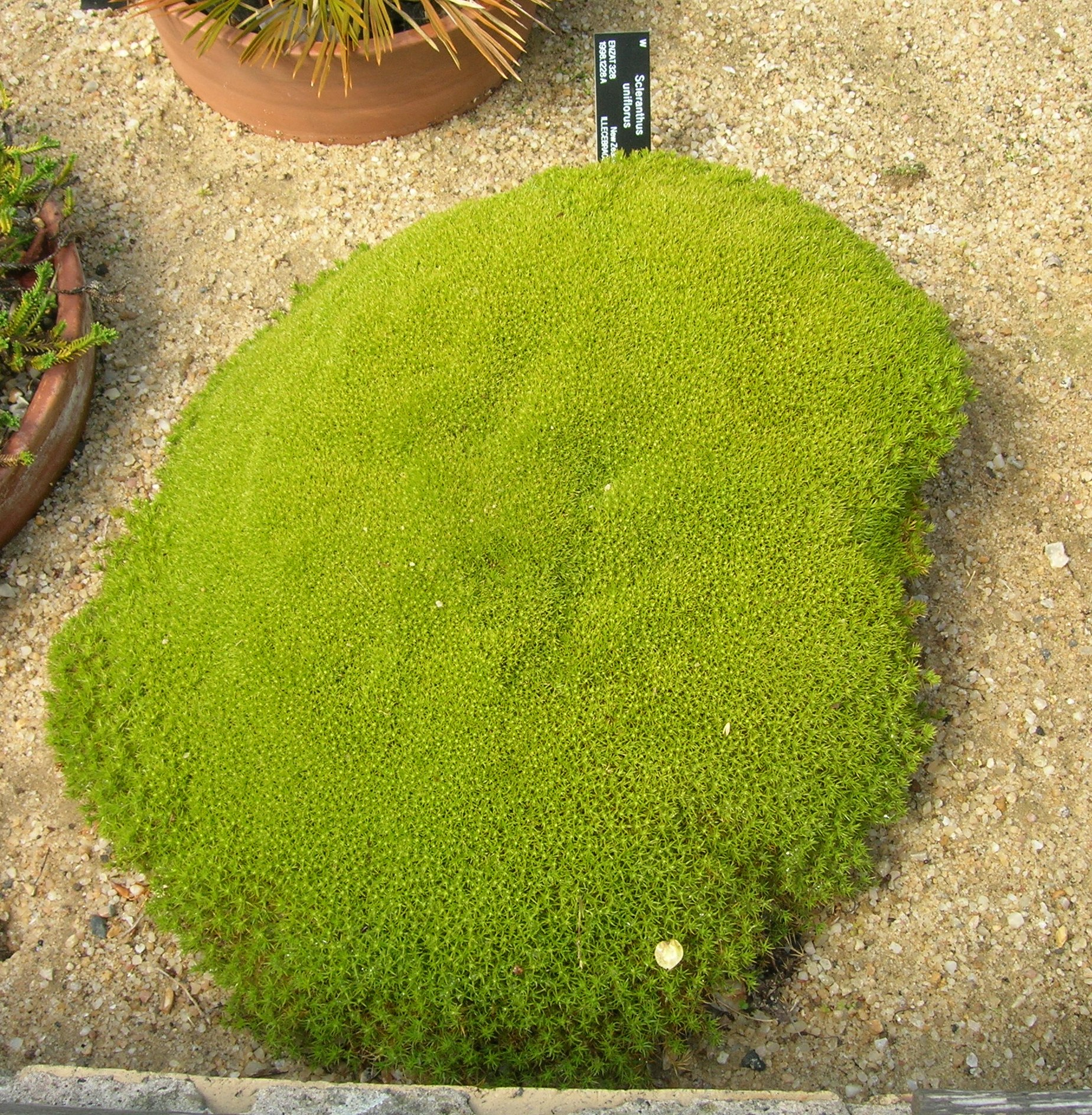
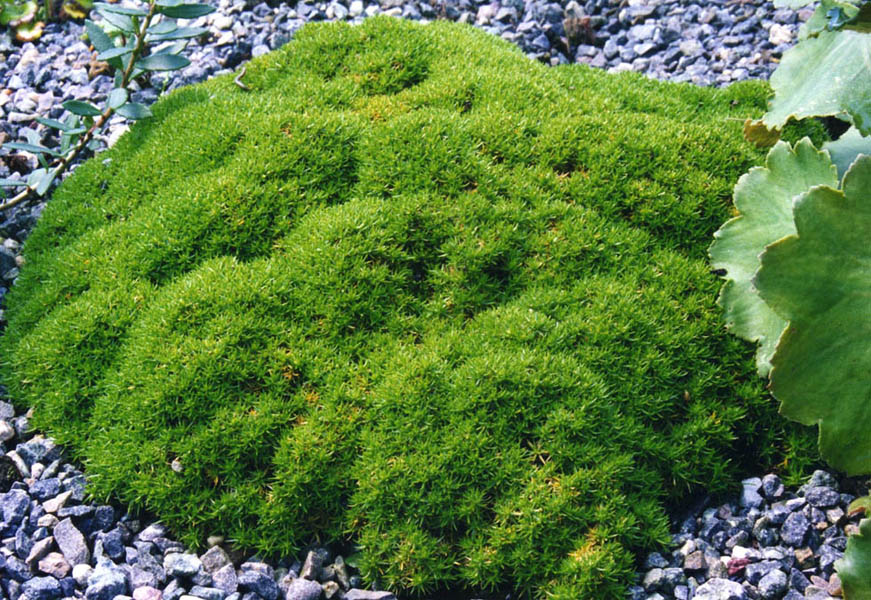